# The Old Oak
The Old Oak és una pel·lícula dramàtica del 2023 dirigida per Ken Loach i escrita per Paul Laverty. Es va estrenar al 76è Festival Internacional de Cinema de Canes on va competir per la Palma d'Or, i va ser estrenada comercialment al Regne Unit el 29 de setembre de 2023. S'ha subtitulat al català.

## Argument
El propietari del pub, TJ Ballantyne (Dave Turner), d'una comunitat minera anteriorment pròspera al comtat de Durham, lluita per conservar el seu pub i mantenir-lo atès que és l'únic espai públic que queda on el veïnat pot reunir-se. Tanmateix, la tensió social augmenta quan un grup de refugiats sirians s'estableix al poble, a la vegada que Ballantyne inicia una amistat amb una de les refugiades, Yara (Ebla Mari).

## Producció
La pel·lícula està ambientada i va ser rodada al nord-est d'Anglaterra. Loach, que va complir 87 anys abans de la seva estrena, va declarar a The Hollywood Reporter que «probablement» seria la seva última pel·lícula. La música de la pel·lícula va ser escrita per George Fenton.
El rodatge va començar el maig de 2022 i va tenir lloc durant sis setmanes. Les ubicacions utilitzades al comtat de Durham inclouen Murton, Horden i Easington. El pub de Murton que es va convertir en The Old Oak durant el rodatge era un pub en desús conegut anteriorment com The Victoria.